# Teodor Hirner
Teodor Hirner (20. dubna 1910 Smolenice – 14. května 1975 Bratislava) byl slovenský hudební skladatel, varhaník, dirigent a pedagog.

## Život
Po maturitě na gymnáziu v Trnavě se stal učitelem v Pezinku. Řídil tam také pěvecký sbor. V letech 1939–1949 působil jako vojenský kapelník v Bratislavě. Vedle toho studoval hru na varhany na bratislavské konzervatoři a hudební vědu na Univerzitě Komenského v Bratislavě a na Karlově univerzitě v Praze. Absolvoval v roce 1948.
V letech 1949–1954 pracoval v košickém rozhlasovém studiu a poté byl tvůrčím tajemníkem Svazu slovenských skladatelů. Od roku 1961 působil jako ředitel konzervatoře v Košicích. Sbíral lidové písně z oblasti východního a středního Slovenska. Některé z nich vyšly v roce 1954 v Bratislavě ve dvou svazcích pod názvem Slovenské ľudové piesne.

## Dílo
- Dukelská poéma (balet, 1975)

### Orchestrální skladby
- Suita (pred 1962?)
- Budovateľom trati družby
- Malokarpatská predohra
- Prašivá (symfonický obraz)
- Symfonická suita (pred 1955)
- Suita v smolenickom poli (1957)
- Serenáda
- Sláčiková serenáda (1959)
- Tri piesne (zpěv a orchestr, 1961)

### Komorní hudba
- Toccata a fúga (před 1974)
- Immagini pre klavír (před 1965)
- Tri skladby pre organ
- Capriccio pre dva klavíry
- I. sláčikové kvarteto e-mol (1957)
- II. sláčikové kvarteto (před 1966)
- Dychové kvinteto (před 1960)